# Z Hokejem

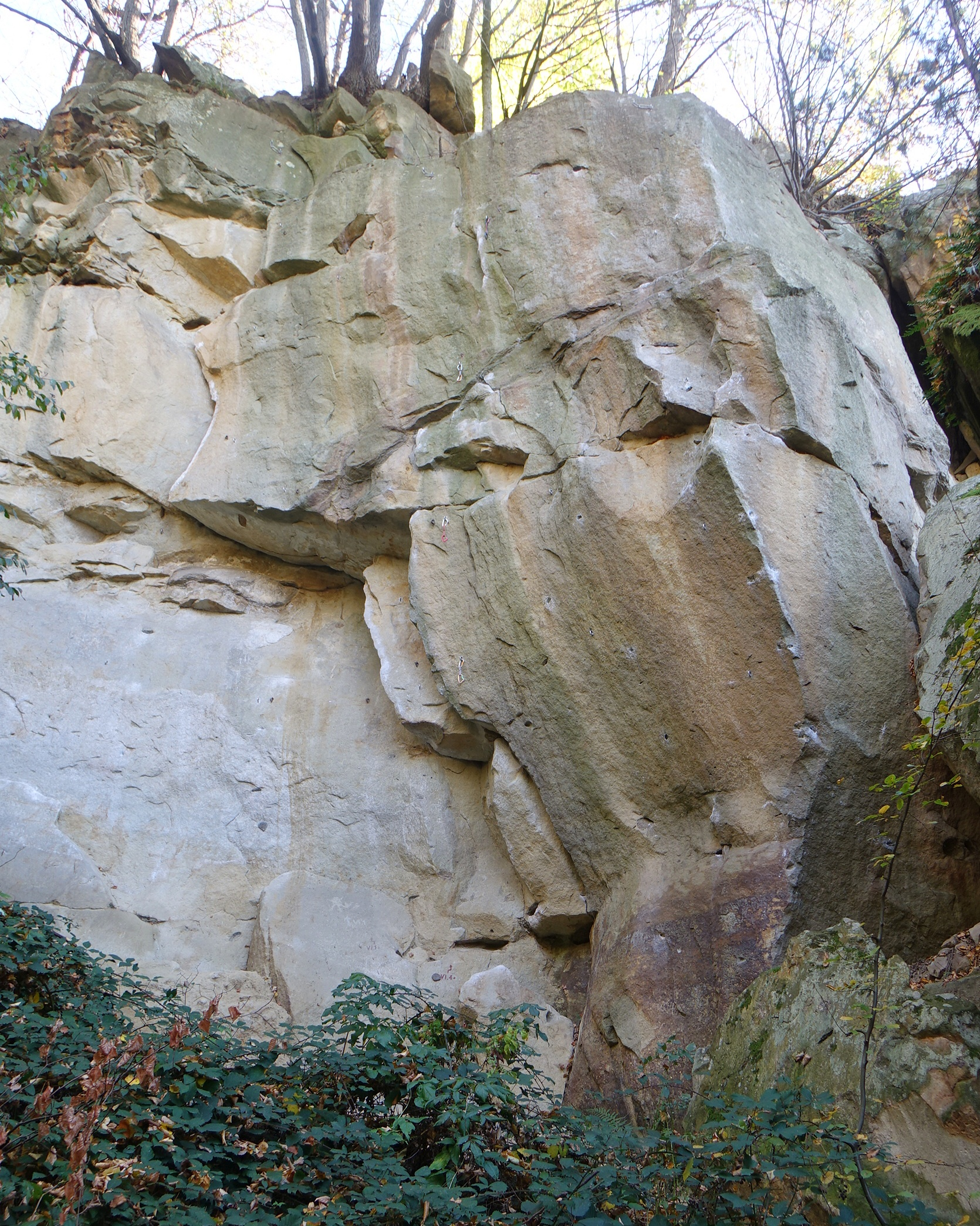

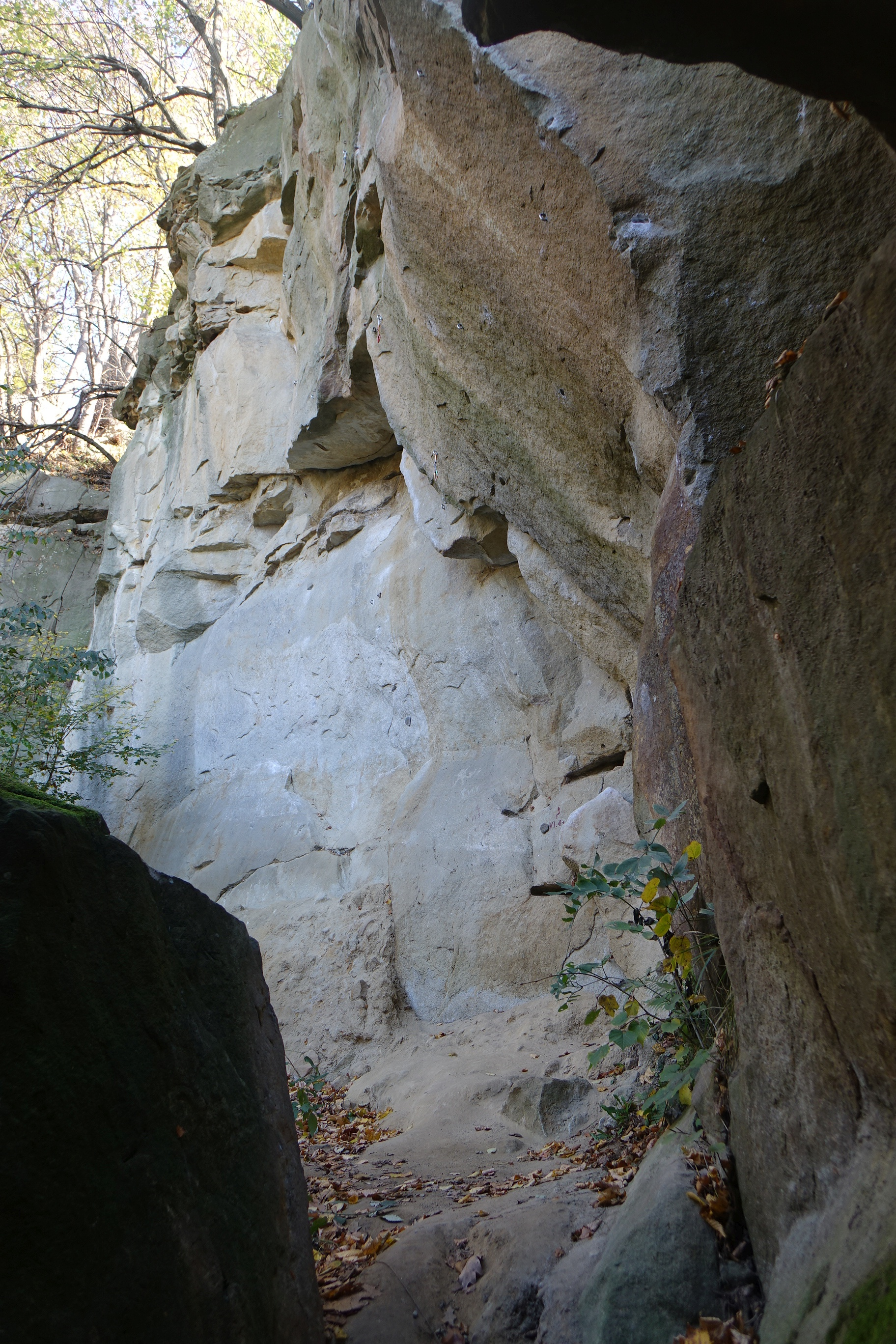

Z Hokejem – skała we wsi Rożnów w województwie małopolskim, w powiecie nowosądeckim, w gminie Gródek nad Dunajcem. Znajduje się nad wschodnim brzegiem Jeziora Rożnowskiego, pod względem geograficznym na Pogórzu Rożnowskim będącym częścią Pogórza Środkowobeskidzkiego. Do skały dochodzi się wąską drogą, początkowo szutrową, potem wykonaną z płyt betonowych, odbiegającą od drogi z Rożnowa do Gródka nad Dunajcem. Droga ta zaczyna się w odległości około 700 m od cmentarza w Rożnowie w kierunku Gródka nad Dunajcem.
Skała z Hokejem jest jedną ze Skał Rożnowskich. Znajduje się w lesie, powyżej charakterystycznego przełazu pod skałami. Jest pozostałością dawnego kamieniołomu. Ma postać pionowej ściany o szerokości 14 m. Są w niej okapy, zacięcia i rysy. Zbudowana jest z piaskowca istebniańskiego. Są to gruboławicowe i gruboziarniste piaskowce przedzielone cienkimi warstwami piaszczystych mułowców zmieszanych ze zwęglonymi resztkami roślinnymi.

## Drogi wspinaczkowe
Skała jest obiektem wspinaczki skalnej, ale znajduje się na terenie prywatnym i wspinaczka dozwolona jest przy zachowaniu zasad ustalonych z właścicielem terenu. Jest na niej 8 dróg wspinaczkowych o trudności od V do VI.5+ w skali polskiej. 7 z nich ma zamontowane stałe punkty asekuracyjne: ringi (r) i stanowisko zjazdowe (st), na jednej wspinaczka na wędkę (w).

1. Kantem ściany; V, w
2. Żwirownia; VI.1+, 3r +st
3. Super hokej; VI.3+, 3r + st
4. Prostowanie hokeja; VI.1, 4r + st
5. Hokej; VI.1+, 5r + st
6. Skok w bok; VI.4+/5, 4r + st
7. Doktor No; VI.5+, 4r + st
8. Kung-fu Panda; VI.2+, 4r + st[1].